# Bones (Imagine Dragons)
Bones è un singolo del gruppo musicale statunitense Imagine Dragons, pubblicato l'11 marzo 2022 come primo estratto dal sesto album in studio Mercury - Act 2.

## Descrizione
Il brano, scritto e composto dai membri della band Dan Reynolds, Wayne Sermon, Ben McKee, Daniel Platzman assieme a Robin Fredriksson e Mattias Larsson, è stato descritto dal frontman del gruppo Reynolds in un'intervista a Rolling Stone:
(Dan Reynolds)

## Video musicale
Il video è stato pubblicato il 6 aprile 2022. Diretto da Jason Koenig, il videoclip si ispira alla regia di Martin Scorsese in The Wolf of Wall Street e al video del brano Thriller di Michael Jackson.

## Tracce
Testi e musiche di Dan Reynolds, Wayne Sermon Wayne Sermon, Ben McKee, Daniel Platzman, Robin Fredriksson, Mattias Larsson.
1. Bones – 2:50

## Classifiche

### Classifiche settimanali
| Classifica (2022-23) | Posizione massima |
| -------------------- | ----------------- |
| Australia            | 43                |
| Austria              | 30                |
| Belgio (Fiandre)     | 18                |
| Belgio (Vallonia)    | 22                |
| Bielorussia          | 8                 |
| Canada               | 48                |
| Estonia              | 43                |
| Francia              | 24                |
| Germania             | 48                |
| Grecia               | 37                |
| India                | 2                 |
| Irlanda              | 37                |
| Italia               | 39                |
| Kazakistan           | 164               |
| Lituania             | 18                |
| Lussemburgo          | 24                |
| Paesi Bassi          | 45                |
| Panama               | 103               |
| Paraguay             | 191               |
| Polonia              | 5                 |
| Portogallo           | 26                |
| Regno Unito          | 51                |
| Repubblica Ceca      | 6                 |
| Russia               | 2                 |
| Slovacchia           | 5                 |
| Stati Uniti          | 47                |
| Svezia               | 90                |
| Svizzera             | 11                |
| Ucraina              | 3                 |
| Ungheria             | 17                |

### Classifiche di fine anno
| Classifica (2022) | Posizione |
| ----------------- | --------- |
| Belgio (Fiandre)  | 41        |
| Belgio (Vallonia) | 63        |
| Francia           | 64        |
| Italia            | 86        |
| Lituania          | 52        |
| Russia            | 3         |
| Svizzera          | 28        |
| Ucraina           | 39        |
| Ungheria          | 45        |
| Classifica (2023) | Posizione |
| Bielorussia       | 65        |
| Francia           | 126       |
| India             | 4         |
| Portogallo        | 127       |
| Russia            | 107       |
| Ucraina           | 62        |
| Classifica (2024) | Posizione |
| Ucraina           | 132       |